# Albert Braïtou-Sala
Albert Sala dit Albert Braïtou-Sala, né le 16 février 1885 à La Goulette (Tunisie) et mort le 29 septembre 1972 à Arles (France), est un peintre français.

## Biographie
Né dans la ville porturaire de La Goulette, Albert découvre sa vocation artistique dans l'établissement des Pères Blancs de Carthage dans lequel il est élève. En 1899, il perd son père, Moïse Sala, et doit quitter l'école pour subvenir aux besoins de sa famille. Il est commis dans une boulangerie puis encaisseur dans un grand magasin, mais poursuit parallèlement des études artistiques à l'école de peinture de Tunisie où il a pour maître Maurice Bismouth. À cette époque, ce sont ses sœurs qui lui servent de modèle. En 1901, il décide de quitter la Tunisie alors sous protectorat français. Élève, à l'Académie Julian de Paris, d'Adolphe Déchenaud, d'Henri Royer et de Paul Albert Laurens, il adopte le nom de Braïtou-Sala et s'impose rapidement comme l'un des plus grands spécialistes du portrait de l'entre-deux-guerres. Exposant au Salon des artistes français dès 1913, il remporte le prix du meilleur portraitiste de l'académie Julian en 1916. Médaille d'argent du salon des artistes français, ses portraits sont appréciés et remarqués, notamment par L'Illustration, qui lui offre régulièrement sa couverture.
De 1919 à 1939, il signe plusieurs centaines de portraits mondains, sa clientèle comptant notamment quelques actrices comme Jane Faber, Cléo de Mérode ou Renée Falconetti.
Entre 1936 et 1939, il représente la France à l'exposition internationale qui se tient au Carnegie Institute de Pittsburgh avec des peintres comme Pablo Picasso, Georges Braque, Marc Chagall, Henri Matisse, André Derain et Marcel Gromaire. Recensé en 1942 au bureau des affaires juives et interdit de travailler, le peintre vit de ses économies et de l’aide de son fils. Bénéficiant de la protection du père Dom Jean Olphe-Galliard de l’Abbaye de la Source à Paris, il se voit confirmé dans sa nationalité française en 1943 par la commission de révision des naturalisations. Après avoir perdu une grande partie de sa famille dans les camps de concentration nazis, il s'installe dans le sud-est de la France au début des années 1960 et meurt dans un relatif oubli en 1972.
Son fils Émile Sala (1913-1998) est architecte.

Portrait de Mme Pierre B. (journal l'Illustration, 1929)

## Œuvres
- Portrait de Hubert Meuvissen, MUDO - Musée de l'Oise, Beauvais
- Suzanne au bain, musée des Beaux-arts, Bordeaux
- Vénus dite Vénus verte (1929), La Piscine, Roubaix
- "Yoyo" (1927), Musée des années trente, Boulogne-Billancourt
- "portrait de Me A.J. ou la femme en rose" (1925-1927), Musée Mandet, Riom

## Expositions
- Musée Campredon, L'Isle-sur-la-Sorgue, 1988
- L'élégance d'un monde en péril, La Piscine, Roubaix, 2016[1]